# Toonkunstkoor Amsterdam
Toonkunstkoor Amsterdam (TKA) is een koor van ongeveer 80 gevorderde amateurzangers. Het koor heeft een uitgebreid repertoire met zowel kleine koorwerken met weinig of geen begeleiding als grote concertwerken voor koor en orkest, uit allerlei perioden. Toonkunstkoor Amsterdam treedt vaak op met professionele orkesten, zoals het Residentie Orkest, het Rotterdams Philharmonisch Orkest en het Nederlands Philharmonisch Orkest. Zo zong TKA in december 2022 mee in een programma van het NedPhO en Arthur en Lucas Jussen. Het koor zong Elegischer Gesang en Koorfantasie van Beethoven, en Ausschweifungen van Rick van Veldhuizen. Regelmatig zingt TKA werken van hedendaagse componisten, zoals Egon Kracht en Rufus Wainwright.

## Geschiedenis
Het koor is in 1829 opgericht als onderdeel van de Amsterdamse afdeling van De Maatschappij tot Bevordering der Toonkunst. De eerste dirigent was Richard Hol. Hij dirigeerde het koor, dat uit zo'n 300 leden bestond, tot januari 1863. Hol werd opgevolgd door Johannes Verhulst, die als eerste in Nederland de Matthäus Passion van Bach uitvoerde op 27 maart 1874.
In 1886 volgde Julius Röntgen Verhulst op als muziekdirecteur van de Afdeling Amsterdam en als dirigent van het Toonkunstkoor.
Willem Mengelberg trad in 1898 aan als opvolger van Röntgen nadat deze plotseling ontslag nam. Mengelberg voerde een keihard regime: koorleden die niet goed functioneerden moesten van het koor, nieuwe leden werden aan een streng toelatingsexamen onderworpen, er werd voor mannen en vrouwen gescheiden gerepeteerd en de wekelijkse repetitie werd vervangen door een tweewekelijkse repetitie.
Verschillende componisten voerden hun eigen werken uit met Toonkunstkoor Amsterdam, zoals Gustav Mahler, Johannes Brahms, Edvard Grieg en Alphons Diepenbrock.

## Dirigenten
- 2003 Boudewijn Jansen
- 1989 Winfried Maczewski
- 1978 Jan Eelkema
- 1972 Anton Kersjes
- 1959 Eugen Jochum
- 1931 Eduard van Beinum
- 1898 Willem Mengelberg
- 1886 Julius Röntgen
- 1863 Johannes Verhulst
- 1829 Richard Hol

## Repertoire
Het repertoire van het Toonkunstkoor reikt van Sweelinck tot aan hedendaagse composities. Het koor richt zich daarbij voornamelijk op werken die vanwege de moeilijkheidsgraad zelden door amateurkoren worden uitgevoerd. Zo staan op het repertoire de Requiems van Bruckner, Verdi, Brahms, Fauré en Mozart, het Te Deum van Hendrik Andriessen, het oratorium Golgotha van Frank Martin en de Cinq Hymnes van Ton de Leeuw. In 2025 zong Toonkunstkoor Amsterdam samen met Studentenkoor Amsterdam in de Nederlandse première van Dream Requiem (2024) van Rufus Wainwright. In 2024 had het koor een programma met A Child of Our Time van Michael Tippett en Dona nobis pacem van Ralph Vaughan Williams.
Het koor geeft met regelmaat een compositieopdracht aan Nederlandse componisten. Voorbeelden hiervan zijn Bob Zimmerman, Pablo Escande en Wouter Snoei. Egon Kracht kreeg in 2018 de opdracht om een cantate te schrijven als aanvulling op het Weihnachtsoratorium van Bach. Zijn cantate, Reminiscence, werd samen met cantates 1, 2 en 3 van het Weihnachtsoratorium in december 2018 uitgevoerd. 
Een concertoverzicht vanaf 2003 staat op de website van Toonkunstkoor Amsterdam.

## Matthäus Passion
Traditiegetrouw verzorgt het koor de uitvoering van de Matthäus Passion op Goede Vrijdag in het Amsterdamse Concertgebouw, sinds 2018 met het Concertgebouw Kamerorkest. Willem Mengelberg was in 1899 begonnen met de jaarlijkse uitvoering van de Matthäus Passion en zo werd het een traditie. In 2024 bestond die traditie 125 jaar en dat was voor TKA aanleiding om een 6-delige podcast te maken over de Matthäus Passion: Leven met de Matthäus.